# Giovanni Battista Carlone

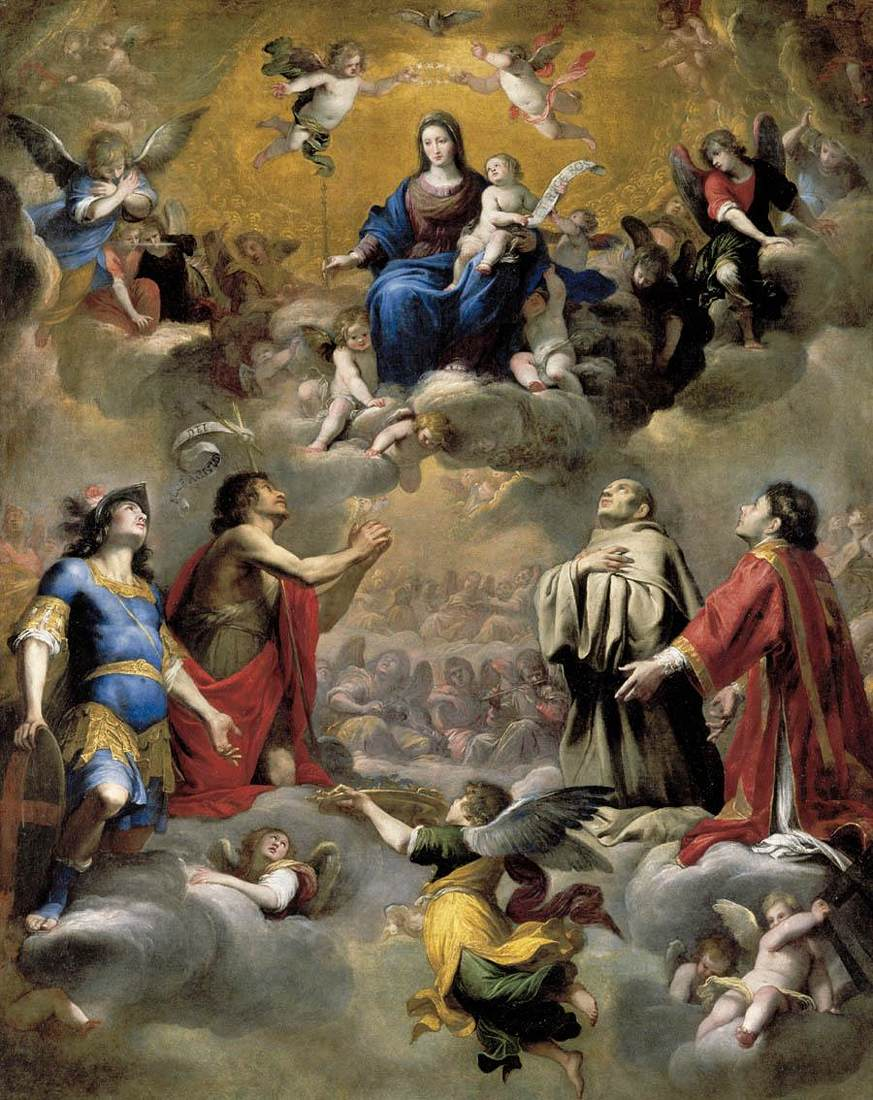
Madonna met Kind en heiligen, 1655

Giovanni Battista Carlone (Genua, 1603 – Parodi Ligure na 1676)  was een Italiaanse kunstschilder uit de barok periode die vooral actief was in Genua en omgeving. Hij was bekend voor zijn fresco’s maar ook voor zijn olieverfschilderijen en voor de schetsen, voorstudies voor grote wanddecoraties die hij ontwierp.

## Biografie
Giovanni Battista was de zoon van beeldhouwer Taddeo Carlone die afkomstig was uit Rovio in het Zwitserse kanton Ticino en van Geronima Serra. Hij werd gedoopt op 16 februari 1603. Hij was een van de belangrijkste leden van de Carlone, de grote familie van Lombardische kunstenaars, afkomstig van Rovio, die zich in het midden van de zestiende eeuw in Genua gevestigd had. Hij had een oudere broer Giovanni (of Giovanni Andrea) die in 1584 geboren was.
Zijn eerste opleiding kreeg hij waarschijnlijk bij zijn vader, maar daarna trok hij voor zijn vorming naar Rome en Florence bij Domenico Passignano. Na zijn studies ontplooide hij zijn activiteiten voornamelijk in Genua en omgeving zoals Chiavari. Hij werkte ook een poos (1631-1632) in Milaan om de decoratie in de Chiesa di Sant’Antonio Abate af te werken die na de dood van zijn broer Giovanni in 1630 onafgewerkt gebleven was. Hij werkte waarschijnlijk ook aan de Certosa di Pavia en in Nice en in 1643 werkte hij met Pietro da Cortona, Francesco Allegrini en Giovanni Francesco Grimaldi aan de Villa del Vascello op het Janiculum in Rome.
Op 24 april 1630 huwde hij met de Spaanse Nicoletta Scorza met wie hij vierentwintig kinderen had, waaronder de schilders Giovanni Andrea (1639-1697) en Niccolò (1644-1714). Een van zijn zoons, Giacomo werd priester en was miniaturist. Nicoletta stierf op 25 augustus 1657 aan de pest.

## Werken

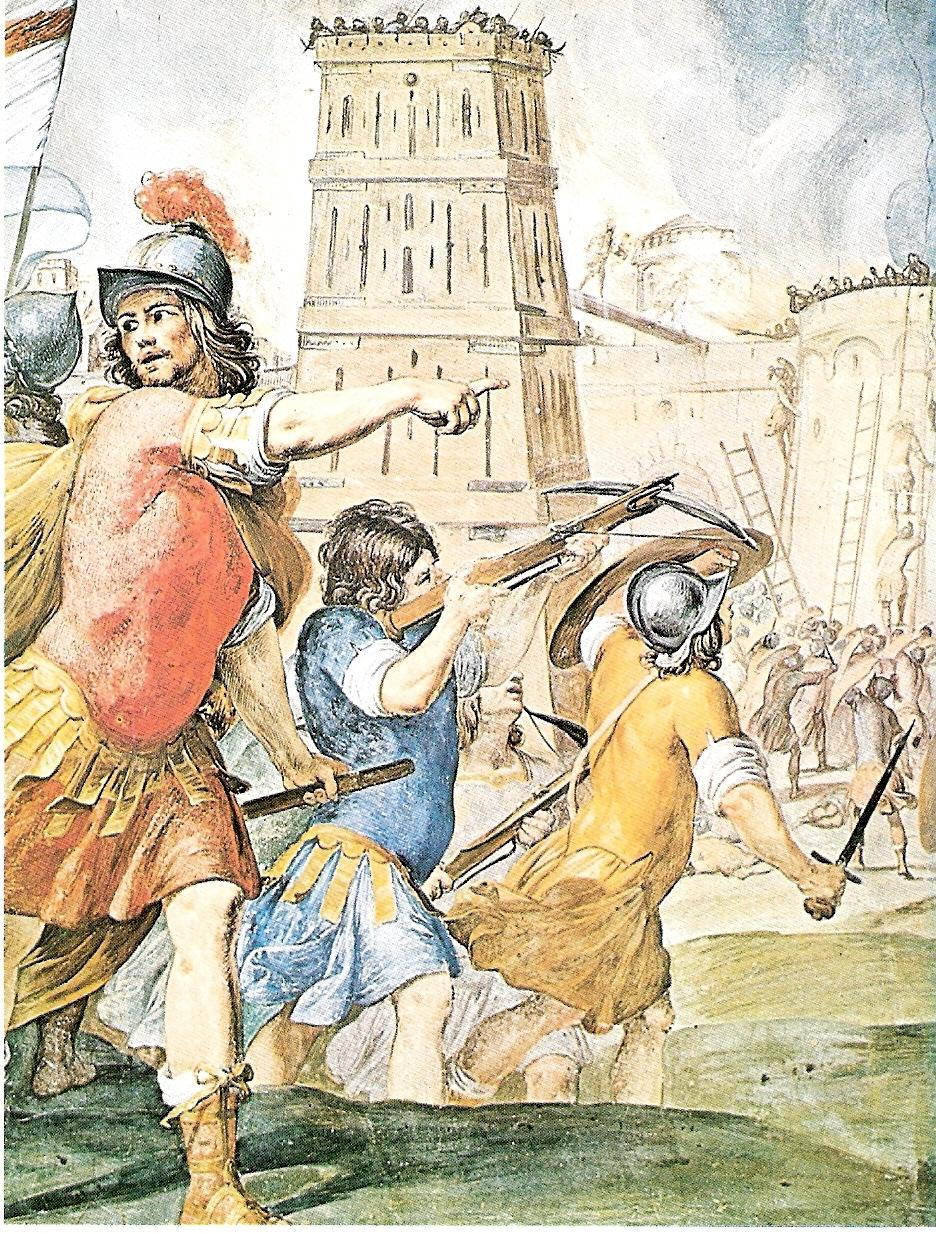
De verovering van Jeruzalem (detail), ca. 1655, Palazzo Ducale Genua

Hierbij een lijst van aan Giovanni Battista toegeschreven werken:
- 1622 - Privécollectie, Genua, La guarigione di Tobit;
- 1623 - Genua, Palazzo Spinola, frescocyclus;
- 1625 - 1631 - Genua, Basilica della Santissima Annunziata del Vastato, in samenwerking met zijn broer Giovanni Carlone, fresco's
- 1631 - Milaan, Chiesa di Sant'Antonio Abate, fresco's
- 1631 - Sassello, Chiesetta di Sant'Antonio Abate, werk nu ontmanteld
- 1631 - Genua, Chiesa del Gesù e dei Santi Ambrogio e Andrea, fresco's;
- 1632 - Genua, Oratorio di San Giacomo della Marina, altaarstuk, olieverf op doek

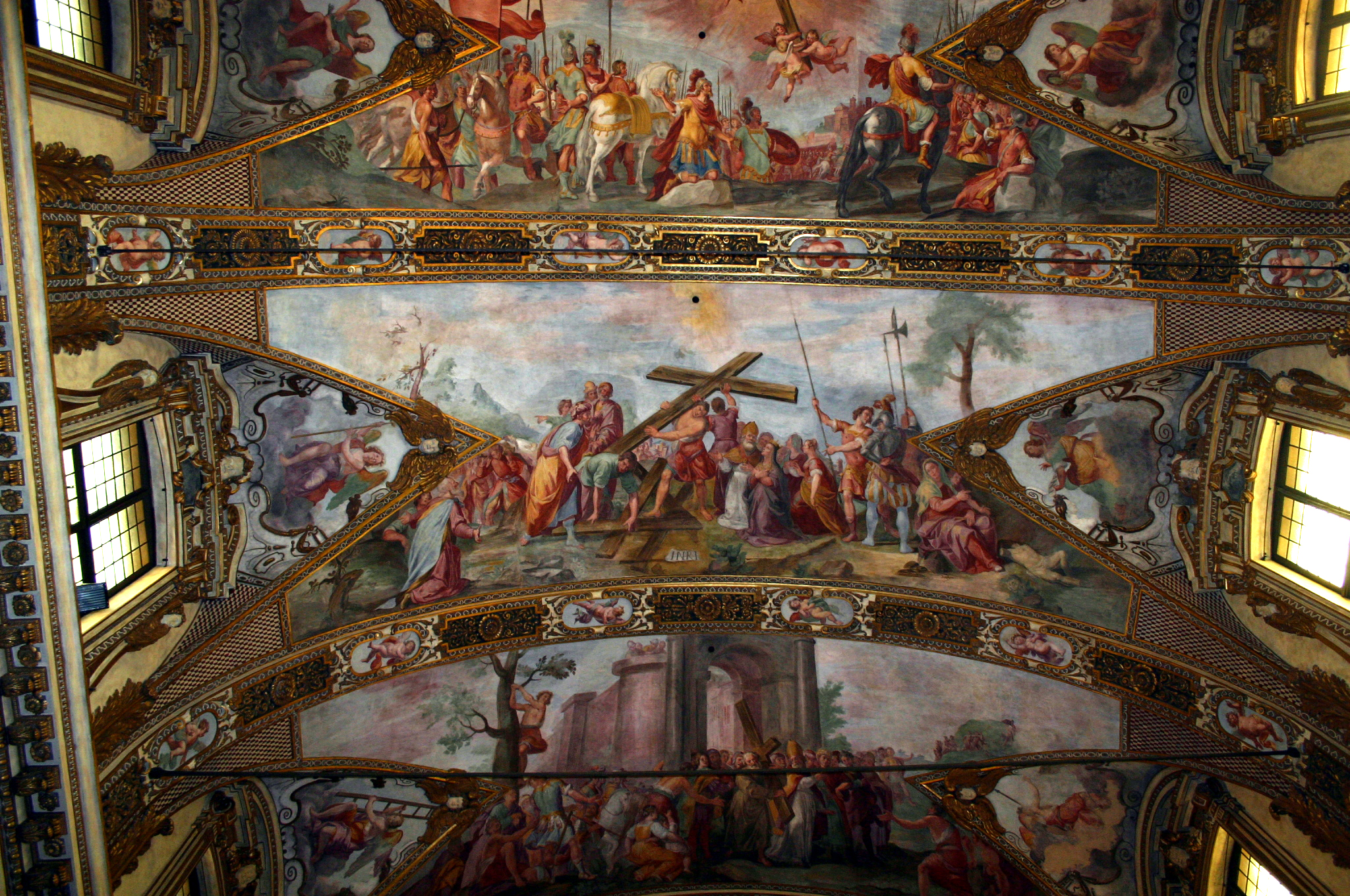
Milaan: Gewelf van de kerk van Sant'Antonio Abate

- Genua, Accademia Ligustica di Belle Arti: Adorazione dei pastori
- Genua, Albergo dei poveri, fresco: Gesù comunica Santa Gertrude
- Genua, Cassa di Risparmio, fresco: Assunzione della Vergine
- Genua, Complesso di San Francesco alla Chiappetta: Stimmate di San Francesco;
- Cogoleto, Oratorio di San Lorenzo, Martirio di San Lorenzo;
- Genua, Palazzo Stefano De Mari, fresco's;
- 1632 - Lugano, Cattedrale di San Lorenzo, altaarstuk, olieverf op doek: Madonna col Bambino, San Giovannino e angeli in gloria coi Santi Lorenzo e Rocco;
- 1640 - Maroggia, Chiesa di San Pietro, altaarstuk, olieverf op doek: I Santi Sebastiano, Francesco d'Assisi, Giovanni Battista, Filippo, Carlo Borromeo e Rocco;

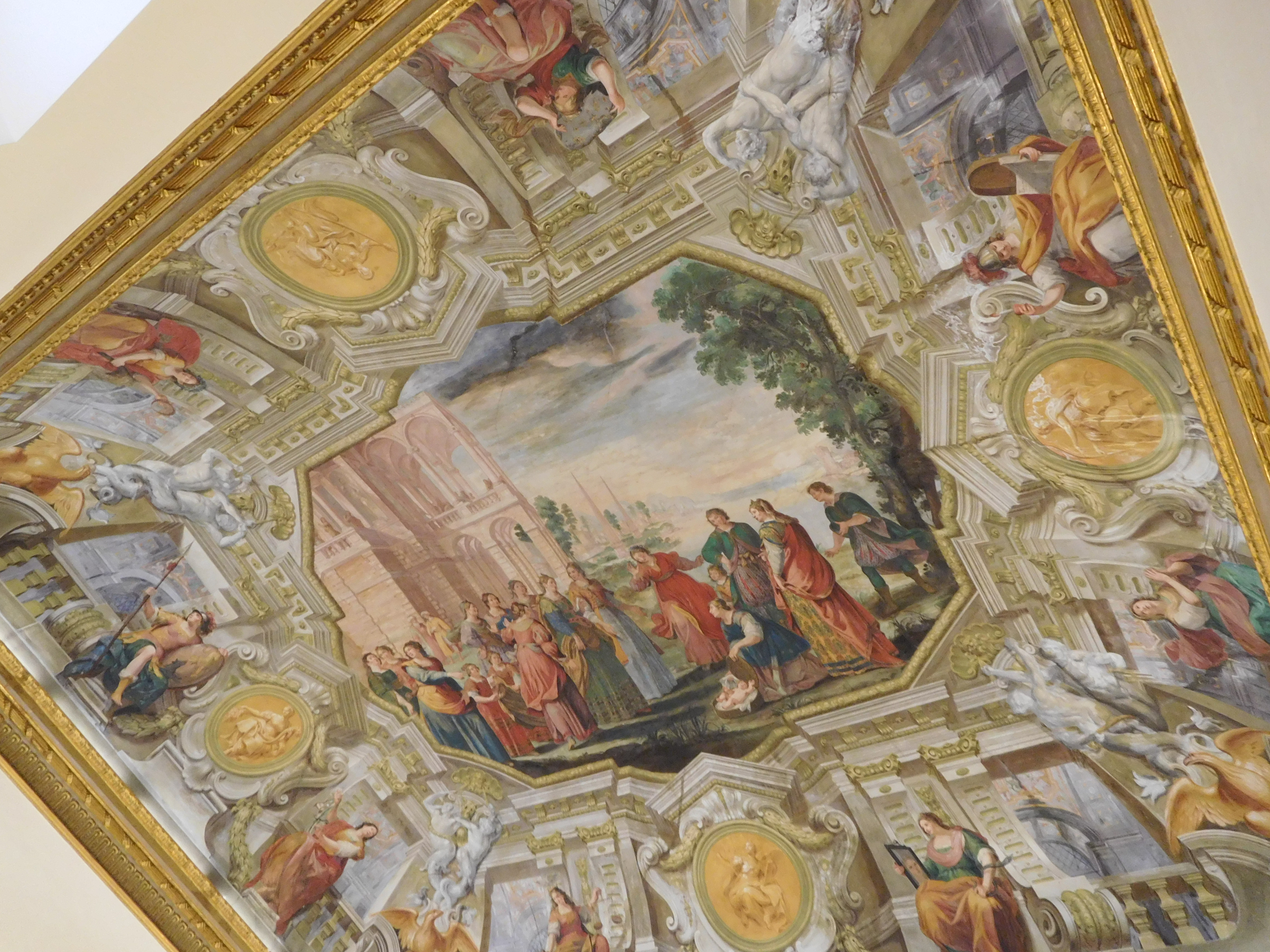
Mozes gered uit het water, Palazzo Agostino Spinola

- 1643 - Roma, Gianicolo, Villa del Vascello dell'abate Elpidio Benedetti (ora distrutta), fresco's (in samenwerking met Pietro da Cortona, Flaminio Allegrini en Giovanni Francesco Grimaldi);
- 1644 - Chiavari, Chiesa di San Giovanni Battista, fresco's
- 1645 ca. - Certosa di Pavia, Chiesa della Certosa, altaarstukken en fresco's
- 1646 - Genua, Oratorio di San Giacomo della Marina, altaarstuk, olieverf op doek: San Giacomo condotto al martirio risana un paralitico;
- 1646 - 1662 - Genua, Chiesa di San Siro dei padri Teatini, in samenwerking met  Paolo Brozzi, fresco's
- ..., Annunciazione, Santuario di Nostra Signora di Montallegro, Rapallo;

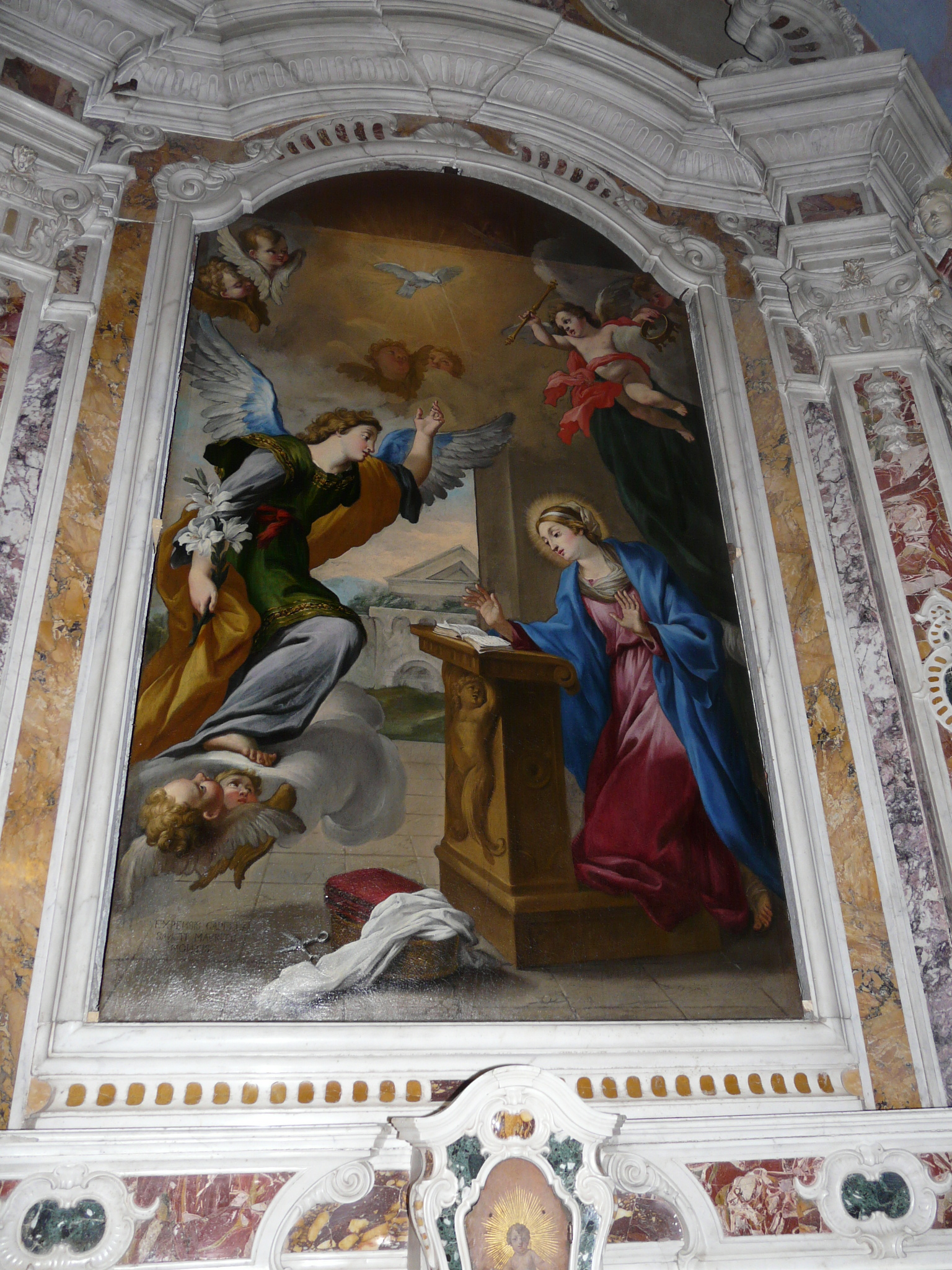
Santuario di Montallegro: Annunciatie.

- 1648 - Genua, Chiesa della Santissima Annunziata del Vastato, presbiterio, fresco: la Presentazione al tempio;
- 1649 ca. - Genua, palazzo Ayrolo Negrone, fresco: Leggenda di Enea;
- 1653 - Gavi Ligure, Oratorio dei Bianchi, gewelf, fresco: Giudizio Universale;
- Gavi Ligure, chiesa di San Giacomo Maggiore, Santissima Trinità con San Gerolamo e San Francesco da Paola;
- 1655 - Genua, Palazzo Ducale, frescocyclus
- 1659 - Genua, Chiesa del Gesù, fresco's
- 1660 ca. - Certosa di Pavia, Chiesa della Certosa, fresco's: la Flagellazione di Santa Caterina d'Alessandria e la Santa liberata dal demonio;
- 1662 - Genua, Basilica della Santissima Annunziata del Vastato, fresco's: Miracoli della Madonna di Loreto;
- 1662 - Savigliano, Santuario dell'Apparizione, altaarstuk, olieverf op doek: San Grato;
- 1662 - Montpellier, altaarstuk, olieverf op doek;
- 1663 - Genua, Basilica della Santissima Annunziata del Vastato, fresco's (i Miracoli della Madonna e Tre miracoli di San Bernardino);
- 1665 - Genua, Basilica della Santissima Annunziata del Vastato, fresco's
- 1668 - Genua, Basilica della Santissima Annunziata del Vastato, olieverf op doek: Miracolo del beato Salvatore da Horta;
- 1669 - Genua, Basilica della Santissima Annunziata del Vastato, altaarstuk, olieverf op doek. San Pietro d'Alcantara;
- 1670 - Genua, Basilica della Santissima Annunziata del Vastato, fresco's;
- 1671 - Diano Castello, Chiesa dei frati Minori Riformati, altaarstuk, olieverf op doek: San Pietro d'Alcantara;
- 1676 - Bosco Marengo, Convento di Santa Croce dei Domenicani, fresco: Tre storie della vita di San Domenico di Guzmán;
- 1676 - Genua, Chiesa di San Siro dei padri Teatini, fresco's* * ? - Genua, Palazzo Agostino Spinola o Doria De Ferrari Galliera, sede del Banco di Roma, decorazione degli interni.
- ? - Genua, Palazzo del marchese Giacomo Spinola, secondo salotto, Calvario,
- ? - Genua, Palazzo Bianco, Tobia guarisce suo padre Tobit
- ? - Genua, Palazzo Bianco, Angeli musicanti,
- ? - Genua, Palazzo Bianco, Sante in gloria,
- ? - Genua, Palazzo Bianco, Pesca di Tobia,
- ? - Torino, Privécollectie, Mosè fa scaturire l'acqua dalla roccia,
- ? - Torino, Pinacoteca Albertina, Rissa tra pastori di Ietro e Mosè

Verloren werken:
- Genua, Basilica della Santissima Annunziata del Vastato, fresco: Mosè fa scaturire l'acqua dalla roccia (vernietigd bij de bombardementen in de Tweede Wereldoorlog)
- 1663 - Genua, Basilica della Santissima Annunziata del Vastato, olieverf op doek: San Bernardino e Sant'Antonio di Padova adorano il nome di Gesù
- Un gonfalone per la chiesa di San Remigio a Cadelpiaggio, frazione di Parodi Ligure.
- Un fondale per il Crocifisso nell'Oratorio dell'Annunziata a Parodi Ligure.

## Web links
- Carlone, Giovanni Battista op Web Gallery of Art
- Carlone, Italian family of artists op Web Gallery of Art

- Gemeinsame Normdatei: 1023113538
- Historisch woordenboek van Zwitserland: 027624
- International Standard Name Identifier: 0000 0000 6963 7617
- KulturNav: c694ed42-c8db-4613-9f30-84f735dcdc09
- RKD-Nederlands Instituut voor Kunstgeschiedenis: 15419
- SIKART: 4029371
- Système universitaire de documentation: 241828244
- Union List of Artist Names: 500010876
- Virtual International Authority File: 95747143
- WorldCat: E39PBJbGWYfyhvg4bmybJDRtKd